# مايكل تشن (ممثل)
مايكل تشن (بالصينية: 陳惠敏) هو ملاكم تايلندي وملاكم كيك بوكسينغ وممثل صيني، ولد في 10 يوليو 1946 بهونغ كونغ في الصين.

## وصلات خارجية
- مايكل تشن على موقع IMDb (الإنجليزية)
- مايكل تشن على موقع قاعدة بيانات الفيلم (الإنجليزية)